# Pantoea agglomerans
Pantoea agglomerans és un bacteri gram negatiu que pertany a la família Enterobacteriaceae.
Abans es deia Enterobacter agglomerans, és un patogen oportunista en els pacientse immunocompromesos, que causa infeccions. Comunament s'aïlla de la superfície de les plantes, les llavors, fruites (p.e. mandarines i taronges), i femta humana o animal.
És difícil diferenciar Pantoea spp. d'altres membres de la seva família, com Enterobacter, Klebsiella, i Serratia. Tanmateix, Pantoea no utilitza els aminoàcids lisina, arginina i orintina (Winn, et al.; "Koneman's Color Atlas and Textbook of Diagnostic Microbiology", Sixth Edition, 2006: Lippincott, Williams, and Wilkins)
Aquesta espècie es fa servir com biofertilitzant.